# Cultura de Seychelles

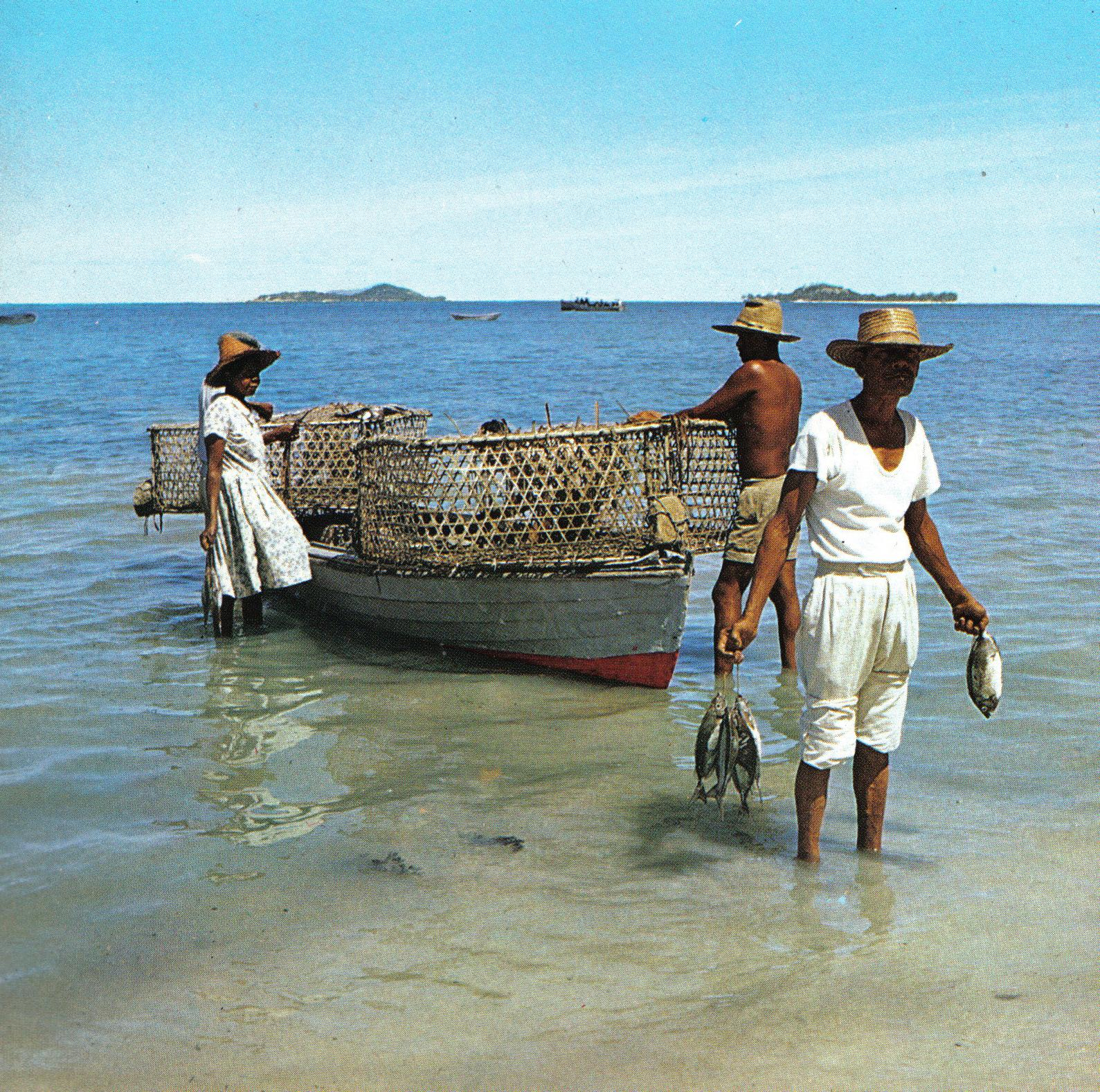
Pescadores de las Seychelles.

La cultura de Seychelles se caracteriza por la contribución de diversos aportes. Por una parte está el de los pueblos nativos, por el otro el de los navegantes y comerciantes que han navegado por el Océano Índico, que incluye   :musulmanes, portugueses, holandeses, ingleses y finalmente el aporte francés que son los que han colonizado las islas Seychelles.
La sociedad de las Seychelles es esencialmente matriarcal. Las madres tienden a tener un papel dominante en el hogar, controlando la mayoría de los gastos y que ayudan a velar por el interés de los hijos. Las madres no casadas son la norma, y la ley exige que los padres aporten a la manuntención de sus hijos. Los hombres son importantes por su capacidad de proveer ingresos al hogar, aunque su rol doméstico es relativamente periférico. Las mujeres de más edad por lo general cuentan con soporte financiero de aquellos miembros de la familia que cohabitan en el hogar o contribuciones de aquellos hijos mayores.

## Música
La música de las Seychelles es diversa. La música folclórica de las islas incorpora múltiples influencias de una manera sincretista, incluidos ritmos, estética e instrumentos africanos, tales como el zez y el bom (similar al birimbao), la contradanza europea un producto importado de la corte francesa, la polka y mazurka, folk y pop francés, música sega de Mauricio y Reunión, taarab, soukous y otros  géneros panafricanos, y música polinesia, india y arcadia. Es popular una forma compleja de música de percusión denominada contombley, al igual que la moutya tradicional una danza erótica fusión de ritmos folclóricos nativos con benga de Kenia que se remonta a las épocas de la esclavitud.

## La literatura
Tradicionalmente, a pesar de un fuerte contacto con Gran Bretaña (por ejemplo en la educación se sigue el International General Certificate of Education (IGCSE), y en numerosos aspectos de su legislación) muchos visitantes extranjeros sostienen que "la cultura es fuertemente francesa" y que casi el 70% de la población tiene un apellido de origen francés, mientras que solo el 20% de los apellidos es de raíz británica. A menudo los dos son combinados, y los habitantes por ejemplo poseen un nombre inglés y un apellido francés o viceversa (por ejemplo: Jean-Pierre Kingsmith).

## Arquitectura

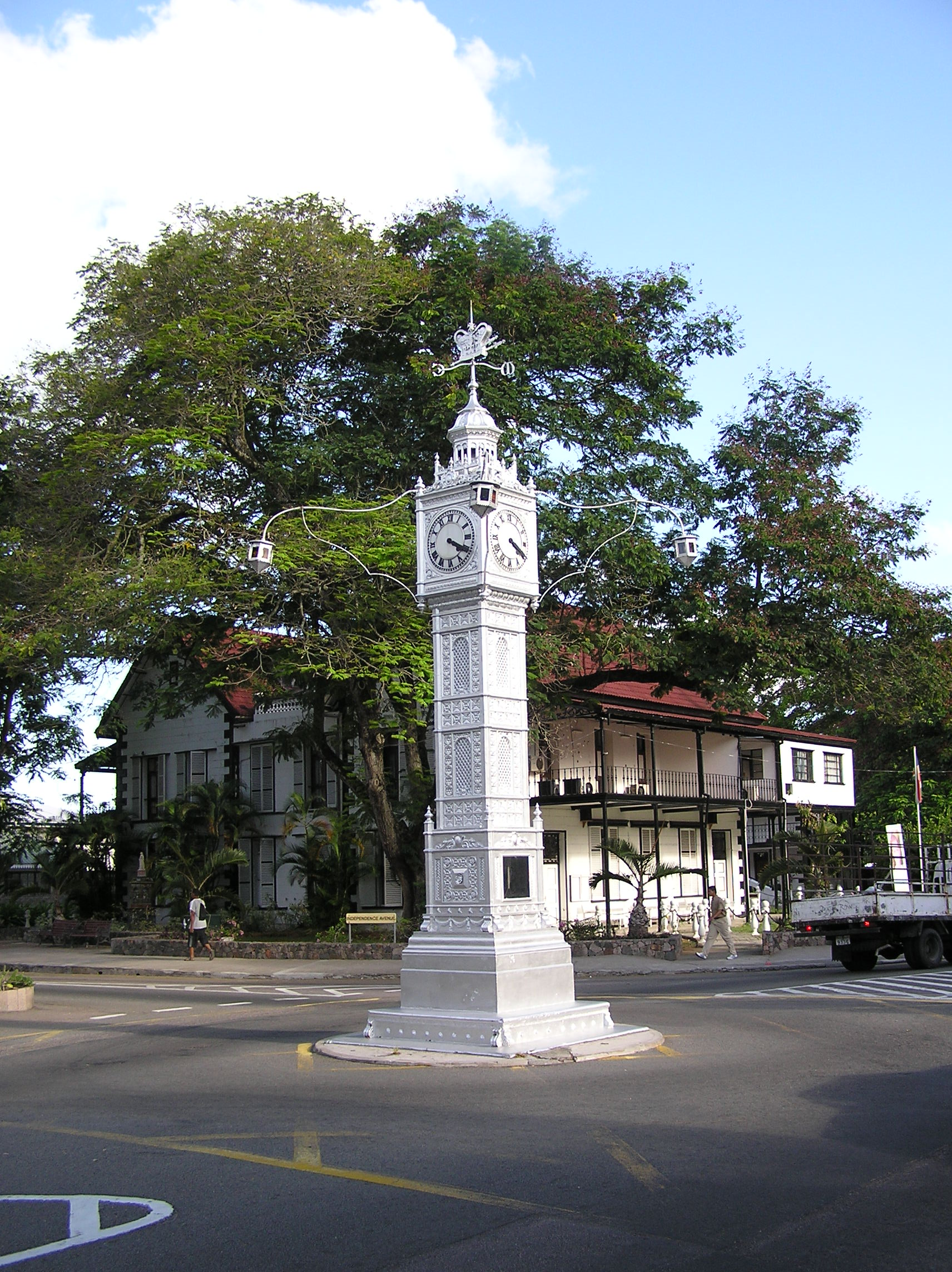
Torre del reloj del distrito en el centro de Victoria, capital de Seychelles.

La arquitectura de Seychelles posee un estilo distintivo que a la vez es práctica en cuanto a su diseño. Presenta claras influencias de su pasado colonial y combina consideraciones prácticas tales como techos con gran pendiente para ayudar al escurrimiento de la lluvia, amplias verandas para ayudar a disfrutar de un clima que promueve la vida al exterior, como también de características para aprovechar las brisas que barren las islas.
Tradicionalmente las casas en las Seychelles tenían una cocina en el exterior de forma tal que los aromas no invadieran el espacio habitable.
El pasado colonial de las Seychelles se observa en el objetivo de los ricos terratenientes y propietarios de plantaciones de ostentar mansiones que reflejaran su opulencia, a menudo mostrado mediante la ubicación de escaleras imponentes en los cuatro laterales.
Originalmente, numerosas casas eran techadas con hojas de las plantaciones de coco pero posteriormente por razones prácticas y de novedad se pasó al uso de techos de chapas corrugadas. Muchas de las casas de dimensiones más reducidas imitan en mayor o menor medida estas características de diseño, aunque el uso de paneles de madera es sustituido en mayor grado por paredes de concreto.